# Dalmacija (Schiff, 1965)
Die Dalmacija war ein 1965 in Dienst gestelltes Kreuzfahrtschiff der kroatischen Reederei Jadranska Linijska Plovidba. In seiner 43 Jahre andauernden Dienstzeit wechselte das Schiff mehrfach seinen Betreiber, ehe es 2008 ausgemustert und 2010 im indischen Alang abgewrackt wurde.

## Geschichte
Die Dalmacija entstand unter der Baunummer 243 bei Brodogradiliste Uljanik in Pula und lief im März 1964 vom Stapel. Am 27. August 1964 kam es während Ausstattungsarbeiten zu einer Explosion an Bord des Schiffes, bei der drei Arbeiter ums Leben kamen. Die Dalmacija sank am Ausrüstungsdock und konnte erst nach längeren Reparaturarbeiten im April 1965 an ihren Besitzer abgeliefert werden.
In den folgenden 28 Jahren wurde das Schiff im Liniendienst zwischen Venedig und Alexandria eingesetzt. In den Wintermonaten wurde es für Kreuzfahrten im Mittelmeer genutzt. Ab 1993 war die Dalmacija nach einem Umbau ausschließlich als Kreuzfahrtschiff auf wechselnden Routen im Einsatz.
In den folgenden Jahren wechselte das Schiff mehrfach seinen Betreiber: Im Dezember 1997 ging es an Intercruise mit Sitz in Rijeka, 2002 an United Shipping Services Two. Im Jahr 2007 ging die Dalmacija an ihren letzten Betreiber Adriatic Cruises. Nach der Saison 2008 wurde das mittlerweile 43 Jahre alte Schiff ausgemustert und nach mehr als einem Jahr Liegezeit zum Abwracken ins indische Alang verkauft, wo es am 10. Dezember 2009 eintraf und am 19. Dezember auf den Strand gezogen wurde. Der Abbruch der Dalmacija begann im Januar 2010.

## Schwesterschiff
Das Schwesterschiff der Dalmacija war die ebenfalls 1965 in Dienst gestellte Istra, die 2018 in Aliağa abgewrackt wurde.